# Maurilio De Zolt
Maurilio De Zolt (ur. 25 września 1950 w San Pietro di Cadore) – włoski biegacz narciarski, trzykrotny medalista olimpijski  sześciokrotny medalista mistrzostw świata.

## Kariera
Jego olimpijskim debiutem były igrzyska w Lake Placid rozgrywane w 1980 r., gdzie jego najlepszym wynikiem było 20. miejsce w biegu na 30 km techniką klasyczną. Cztery lata później, podczas igrzysk olimpijskich w Sarajewie zaprezentował się znacznie lepiej dwukrotnie zajmując 9. miejsce: w biegu na 15 km techniką klasyczną oraz 30 km techniką dowolną. Na igrzyskach olimpijskich w Calgary zdobył swój pierwszy medal olimpijski zajmując drugie miejsce w biegu na 50 km techniką dowolną, lepszy okazał się jedynie Szwed Gunde Svan. De Zolt powtórzył ten wynik na igrzyskach w Albertville zdobywając srebro na tym samym dystansie, tym razem szybszy był tylko Norweg Bjørn Dæhlie. W wieku 43 lat Maurilio wziął udział w igrzyskach olimpijskich w Lillehammer. Wraz z Marco Albarello, Giorgio Vanzettą i Silvio Faunerem wywalczył tam złoty medal w sztafecie 4 × 10 km. Jego najlepszym indywidualnym wynikiem było 5. miejsce w biegu na 30 km techniką dowolną.
W 1982 r. zadebiutował na mistrzostwach świata biorąc udział w mistrzostwach w Oslo. W swoim najlepszym starcie, na 50 km techniką klasyczną, zajął 8. miejsce. Mistrzostwa świata w Seefeld były jednymi z najlepszych w jego karierze. Zdobył brązowy medal w biegu na 15 km stylem klasycznym, a na dystansie 50 km stylem klasycznym zdobył srebro, ulegając jedynie Gunde Svanowi. Ponadto razem z Albarello, Vanzettą i Giuseppe Plonerem zdobył srebrny medal w sztafecie. Na mistrzostwach świata w Oberstdorfie osiągnął swój największy indywidualny sukces zdobywając złoty medal w biegu na 50 km techniką dowolną. Z mistrzostw w Lahti w 1989 r. nie przywiózł żadnego medalu. Jego najlepszym wynikiem było 12. miejsce w biegu na 15 km techniką klasyczną. Podczas mistrzostw w Val di Fiemme na swoim koronnym dystansie 50 km rozgrywanym techniką dowolną zdobył brązowy medal. Mistrzostwa świata w Falun w 1993 r. były ostatnimi w jego karierze. Wspólnie z Albarello, Vanzettą i Faunerem zdobył srebrny medal w sztafecie. Indywidualnie jego najlepszym wynikiem było ósme miejsce w biegu na 30 km stylem klasycznym.
Najlepsze wyniki w Pucharze Świata osiągnął w sezonie 1990/1991, kiedy to zajął 9. miejsce w klasyfikacji generalnej. Łącznie 10 razy stawał na podium zawodów Pucharu Świata, w tym raz zwyciężył.

## Osiągnięcia

### Igrzyska olimpijskie
| Miejsce | Dzień     | Rok  | Miejscowość | Konkurencja             | Czas biegu | Strata   | Zwycięzca            |
| ------- | --------- | ---- | ----------- | ----------------------- | ---------- | -------- | -------------------- |
| 20.     | 14 lutego | 1980 | Lake Placid | 30 km stylem klasycznym | 1:27:02,80 | +4:40,94 | Nikołaj Zimiatow     |
| 31.     | 17 lutego | 1980 | Lake Placid | 15 km stylem klasycznym | 41:57,63   | +2:45,56 | Thomas Wassberg      |
| 6.      | 20 lutego | 1980 | Lake Placid | Sztafeta 4 × 10 km      | 1:57:03,46 | +4:06,47 | ZSRR                 |
| DNF     | 23 lutego | 1980 | Lake Placid | 50 km stylem klasycznym | 41:57,63   | -        | Nikołaj Zimiatow     |
| 9.      | 10 lutego | 1984 | Sarajewo    | 30 km stylem klasycznym | 1:28:56,3  | +3:02,4  | Nikołaj Zimiatow     |
| 9.      | 13 lutego | 1984 | Sarajewo    | 15 km stylem klasycznym | 41:25,6    | +1:14,4  | Gunde Svan           |
| 7.      | 16 lutego | 1984 | Sarajewo    | Sztafeta 4 × 10 km      | 1:55:06,3  | +4:24,0  | Szwecja              |
| 22.     | 19 lutego | 1984 | Sarajewo    | 50 km stylem klasycznym | 2:15:55,8  | +9:19,1  | Thomas Wassberg      |
| 6.      | 19 lutego | 1988 | Calgary     | 15 km stylem klasycznym | 41:18,9    | +1:12,3  | Michaił Diewiatjarow |
| 5.      | 22 lutego | 1988 | Calgary     | Sztafeta 4 × 10 km      | 1:43:58,6  | +2:18,1  | Szwecja              |
| 2.      | 27 lutego | 1988 | Calgary     | 50 km stylem klasycznym | 2:04:30,9  | +1:05,5  | Gunde Svan           |
| 58.     | 13 lutego | 1992 | Albertville | 10 km stylem klasycznym | 27:36,0    | +2:24,1  | Vegard Ulvang        |
| DNF     | 15 lutego | 1992 | Albertville | 10+15 km pościgowy      | 1:05:37,9  | -        | Bjørn Dæhlie         |
| 2.      | 22 lutego | 1992 | Albertville | 50 km stylem dowolnym   | 2:03:41,5  | +57,6    | Bjørn Dæhlie         |
| 5.      | 14 lutego | 1994 | Lillehammer | 30 km stylem dowolnym   | 1:12:26,4  | +2:29,1  | Thomas Alsgaard      |
| 1.      | 22 lutego | 1994 | Lillehammer | Sztafeta 4 × 10 km      | 1:41:15,0  | -        | -                    |
| 7.      | 27 lutego | 1994 | Lillehammer | 50 km stylem klasycznym | 2:07:20,3  | +2:51,8  | Władimir Smirnow     |

### Mistrzostwa świata
| Miejsce | Dzień       | Rok  | Miejscowość      | Konkurencja             | Czas biegu | Strata  | Zwycięzca         |
| ------- | ----------- | ---- | ---------------- | ----------------------- | ---------- | ------- | ----------------- |
| 13.     | 20 lutego   | 1982 | Oslo             | 30 km stylem dowolnym   | 1:21:52,3  | +2:08,6 | Thomas Eriksson   |
| 17.     | 23 lutego   | 1982 | Oslo             | 15 km stylem dowolnym   | 38:52,5    | ?       | Oddvar Brå        |
| 7.      | 28 lutego   | 1982 | Oslo             | Sztafeta 4 × 10 km      | 1:56:27,6  | +4:52,2 | Norwegia          |
| 8.      | 27 lutego   | 1982 | Oslo             | 50 km stylem dowolnym   | 2:32:00,9  | +4:36,9 | Thomas Wassberg   |
| 3.      | 22 stycznia | 1985 | Seefeld in Tirol | 15 km stylem klasycznym | 40:42,7    | +44,5   | Kari Härkönen     |
| 2.      | 24 stycznia | 1985 | Seefeld in Tirol | Sztafeta 4 × 10 km      | 1:52:21,0  | +6,5    | Norwegia          |
| 2.      | 27 stycznia | 1985 | Seefeld in Tirol | 50 km stylem klasycznym | 2:10:49,9  | +1:02,7 | Gunde Svan        |
| 14.     | 15 lutego   | 1987 | Oberstdorf       | 15 km stylem klasycznym | 43:01,8    | +1:10,1 | Marco Albarello   |
| 5.      | 15 lutego   | 1987 | Oberstdorf       | Sztafeta 4 × 10 km      | 1:38:04,6  | +26,3   | Szwecja           |
| 1.      | 21 lutego   | 1987 | Oberstdorf       | 50 km stylem dowolnym   | 2:11:27,2  | -       | -                 |
| 12.     | 22 lutego   | 1989 | Lahti            | 15 km stylem klasycznym | 42:40,7    | +1:39,5 | Harri Kirvesniemi |
| 7.      | 26 lutego   | 1989 | Lahti            | 50 km stylem dowolnym   | 2:15:24,9  | +3:33,9 | Gunde Svan        |
| 5.      | 9 lutego    | 1991 | Val di Fiemme    | 15 km stylem dowolnym   | 36:57,2    | +35,6   | Bjørn Dæhlie      |
| 4.      | 15 lutego   | 1991 | Val di Fiemme    | Sztafeta 4 × 10 km      | 1:39:47,3  | +2:38,9 | Norwegia          |
| 3.      | 17 lutego   | 1991 | Val di Fiemme    | 50 km stylem dowolnym   | 2:03:31,6  | +30,1   | Torgny Mogren     |
| 8.      | 20 lutego   | 1993 | Falun            | 30 km stylem klasycznym | 1:17:33,6  | +1:25,5 | Bjørn Dæhlie      |
| 2.      | 26 lutego   | 1993 | Falun            | Sztafeta 4 × 10 km      | 1:44:14,9  | +9,6    | Norwegia          |
| 12.     | 28 lutego   | 1993 | Falun            | 50 km stylem dowolnym   | 2:03:36,8  | +4:45,6 | Torgny Mogren     |

### Puchar Świata
W sezonach 1973/1974 - 1980/1981 Puchar Świata rozgrywany był nieoficjalnie.

#### Miejsca w klasyfikacji generalnej
- sezon 1977/1978: 8.
- sezon 1978/1979: 5.
- sezon 1979/1980: 14.
- sezon 1980/1981: ?
- sezon 1981/1982: 13.
- sezon 1982/1983: 30.
- sezon 1983/1984: 22.
- sezon 1984/1985: 13.
- sezon 1985/1986: 28.
- sezon 1986/1987: 21.
- sezon 1987/1988: 12.
- sezon 1988/1989: 37.
- sezon 1989/1990: 25.
- sezon 1990/1991: 9.
- sezon 1991/1992: 12.
- sezon 1992/1993: 16.
- sezon 1993/1994: 15.

#### Miejsca na podium
| Nr  | Dzień       | Rok  | Miejscowość      | Konkurencja             | Czas biegu | Pozycja | Strata  | Zwycięzca     |
| --- | ----------- | ---- | ---------------- | ----------------------- | ---------- | ------- | ------- | ------------- |
| 1.  | 9 marca     | 1978 | Oslo             | 15 km                   | ?          | 3       | ?       | Juha Mieto    |
| 2.  | 21 grudnia  | 1978 | Telemark         | 15 km                   | ?          | 2       | ?       | Ove Aunli     |
| 3.  | 7 marca     | 1982 | Lahti            | 50 km stylem klasycznym | ?          | 3       | ?       | Oddvar Brå    |
| 4.  | 21 stycznia | 1985 | Seefeld in Tirol | 15 km stylem klasycznym | 40:42,7    | 3       | +44,5   | Kari Härkönen |
| 5.  | 27 stycznia | 1985 | Seefeld in Tirol | 50 km stylem klasycznym | 27:36,0    | 2       | +1:02,7 | Gunde Svan    |
| 6.  | 14 lutego   | 1986 | Oberstdorf       | 50 km stylem dowolnym   | ?          | 3       | ?       | Gunde Svan    |
| 7.  | 21 lutego   | 1987 | Oberstdorf       | 50 km stylem dowolnym   | 2:11:27,2  | 1       | -       | -             |
| 8.  | 27 lutego   | 1988 | Calgary          | 50 km stylem dowolnym   | 2:04:30,9  | 2       | +5,5    | Gunde Svan    |
| 9.  | 19 marca    | 1988 | Oslo             | 50 km stylem dowolnym   | ?          | 3       | ?       | Pierre Harvey |
| 10. | 17 grudnia  | 1989 | Calgary          | 50 km stylem klasycznym | ?          | 3       | ?       | Jochen Behle  |
| 11. | 17 lutego   | 1991 | Val di Fiemme    | 50 km stylem dowolnym   | 2:03:31,6  | 3       | +30,1   | Torgny Mogren |
| 12. | 22 lutego   | 1992 | Albertville      | 50 km stylem dowolnym   | 2:03:41,5  | 2       | +57,6   | Bjørn Dæhlie  |